# Adolf Morawski
Adolf Jan Morawski (ur. 17 czerwca 1895 w Krzynowłodze Wielkiej, zm. 21 kwietnia 1940 w Katyniu) – polski inżynier elektryk, specjalista z zakresu elektryfikacji i urządzeń elektrycznych, profesor nadzwyczajny Politechniki Warszawskiej, porucznik rezerwy łączności Wojska Polskiego, ofiara zbrodni katyńskiej.

## Życiorys
Urodził się w Krzynowłodze Wielkiej w powiecie przasnyskim jako syn ziemianina Apolinarego i Zofii z Bogdaszewskich. W roku 1915 rozpoczął studia na Wydziale Elektrotechnicznym Politechniki Warszawskiej i w roku 1922 ukończył je jako jeden z pierwszych absolwentów tego wydziału. Przez pewien czas był związany z wojskiem jako oficer łączności. Na stopień porucznika został mianowany ze starszeństwem z 19 marca 1939 i 1. lokatą w korpusie oficerów rezerwy łączności. Posiadał przydział w rezerwie do Pułku Radiotelegraficznego w Warszawie.
Później przez kilkanaście lat pracował w elektrowni Siersza Wodna w Małopolsce, gdzie przeszedł ścieżkę od stanowiska inżyniera ruchu i eksploatacji do zastępcy dyrektora. Prowadził również badania naukowe nad elektryfikacją w kontekście gospodarczym, obronnym i technicznym, kierował pracami elektryfikacyjnymi w licznych miejscowościach i zakładach przemysłowych Zagłębia Krakowskiego, wprowadzając rozwiązania stosowane wcześniej w kilku krajach europejskich. W roku 1933 rozpoczął współpracę z Politechniką Warszawską jako wykładowca kursu dokształcającego, następnie od 1935 prowadził stałe zajęcia z urządzeń elektrycznych. W 1937 został profesorem nadzwyczajnym i objął Katedrę Urządzeń Elektrycznych.
W 1938 został kierownikiem Komisji Technicznej budowy elektrowni w Nisku, a rok później przewodniczącym podkomisji Polskiego Komitetu Energetycznego opracowującej plan generalnej elektryfikacji Polski. Prace komisji zostały przerwane wybuchem II wojny światowej.
Brał udział w walkach w czasie kampanii wrześniowej 1939 na wschodzie Polski. Po inwazji Armii Czerwonej na wschodnie tereny RP dostał się do niewoli sowieckiej. Był przetrzymywany w obozie jenieckim w Kozielsku. 20 kwietnia 1940 został przekazany do dyspozycji naczelnika Zarządu NKWD Obwodu Smoleńskiego – lista wywózkowa 036/2 z 16 kwietnia 1940. 21 kwietnia 1940 zamordowany w Katyniu przez funkcjonariuszy Obwodowego Zarządu NKWD w Smoleńsku oraz pracowników NKWD przybyłych z Moskwy na mocy decyzji Biura Politycznego KC WKP(b) z 5 marca 1940. Ofiary tej zbrodni grzebano w bezimiennych mogiłach zbiorowych, gdzie od 28 lipca 2000 mieści się oficjalnie Polski Cmentarz Wojenny w Katyniu. W miejscu tym prowadzone były ekshumacje i prace archeologiczne. Zidentyfikowany podczas ekshumacji nadzorowanych przez Niemców w 1943 pod numerem 3704 (raport dzienny z 1 czerwca 1943). Przy jego szczątkach znaleziono: wizytówki własne, wizytówki „Maria Morawska”, listy, 2 fotografie, serduszko bursztynowe, amulet. Figuruje na liście Komisji Technicznej PCK pod numerem 03704 wskazany jako „por. inż. elektr. profesor Polit. Warsz., zam. W-wa, Al. Grójecka 45 m. 14a". W Archiwum Robla (pakiet 0867-04, 06)  wymieniony we wpisach z 15 marca i 20 kwietnia 1940 w materiałach znalezionym przy szczątkach Józefa Trepiaka.

### Życie prywatne
Adolf Jan Morawski był dwukrotnie żonaty. Miał córki Barbarę, Krystynę i Teresę.

## Stanowiska
- 1935-1939 - wykładowca urządzeń elektrycznych na Wydziale Elektrycznym Politechniki Warszawskiej
- 1937-1939 - kierownik Katedry Urządzeń Elektrycznych

## Członkostwa
- członek komisji specjalistycznych Stowarzyszenia Elektryków Polskich

## Ważne publikacje
- Sieci elektryczne i współpraca elektrowni, Stowarzyszenie Elektryków Polskich, Warszawa, 1931

## Upamiętnienie
5 października 2007 minister obrony narodowej Aleksander Szczygło mianował go pośmiertnie na stopień kapitana. Awans został ogłoszony 9 listopada 2007 w Warszawie, w trakcie uroczystości „Katyń Pamiętamy – Uczcijmy Pamięć Bohaterów”.
Na ścianie kościoła św. Karola Boromeusza na Cmentarzu Powązkowskim w Warszawie jest umieszczona tablica epitafijna z jego nazwiskiem.
13 kwietnia 2016, w ramach akcji „Katyń... pamiętamy” / „Katyń... Ocalić od zapomnienia”, w ogrodzie Pałacu Prezydenckiego został zasadzony Dąb Pamięci poświęconego wszystkim Ofiarom Zbrodni Katyńskiej, certyfikat z numerem 1.